# Die Myxomyceten
Die Myxomyceten (vollständiger Titel: Die Myxomyceten Deutschlands und des angrenzenden Alpenraumes unter besonderer Berücksichtigung Österreichs.) ist eines der bedeutendsten Nachschlagewerke für Schleimpilze (Myxomyceten); es gilt als Standardwerk. Die Autoren sind Hermann Neubert, Wolfgang Nowotny und Karlheinz Baumann sowie Heidi Marx, die am zweiten und dritten Band mitgearbeitet hat. Es erschien zwischen 1993 und 2000 im Eigenverlag.

## Inhalt
Die Gliederung folgt taxonomischen Gruppen, zu welchen Beschreibungen und Bestimmungsschlüssel enthalten sind. Neben den Beschreibungen der Arten wurden zahlreiche Abbildungen und Mikrozeichnungen sowie einige schematische Darstellungen der Sporokarpe beigefügt. Zur Bestimmung sind für die meisten Gattungen dichotome Schlüssel vorhanden; bei größeren Gattungen existieren auch synoptische Schlüssel. Darüber hinaus befinden sich im Anhang gegenübergestellte Zeichnungen von Sporen und REM-Aufnahmen von Sporen, Capillitium und Sporokarpen.

## Bände
- Band 1: Ceratiomaxales, Echinosteliales, Liceales, Trichiales. Karlheinz Baumann Verlag, Gomaringen 1993, ISBN 3-929822-00-8.
- Band 2: Physarales. Karlheinz Baumann Verlag, Gomaringen 1995, ISBN 3-929822-01-6.
- Band 3: Stemonitales. Karlheinz Baumann Verlag, Gomaringen 2000, ISBN 3-929822-02-4.